# Александер, Дуглас
Дуглас Гарвен Александер (англ. Douglas Garven Alexander; род. 26 октября 1967, Глазго) — британский политик-лейборист, министр международного развития Великобритании с 2007 года. Бывший министр транспорта и министр по делам Шотландии (2006—2007). Начинал политическую карьеру как советник Гордона Брауна, впервые был избран в парламент в 1997 году, с 2001 года занимал различные посты в правительстве.

## Биография
Дуглас Гарвен Александер родился в Глазго 26 октября 1967 года. Вырос в Бишоптоне, где его отец был священнослужителем. Учился в начальной школе Бишоптона и средней школе Парк Мэйнс в Эрскине. В возрасте 14 лет вступил в Лейбористскую партию.
В 1984 году выиграл стипендию на двухлетнюю учебу в международном Колледже имени Лестера Пирсона в Ванкувере (Канада). Получил международную степень бакалавра. Вернувшись в Шотландию, изучал политологию и новую историю в Эдинбургском университете. Был председателем университетского клуба лейбористов, занимал различные должности в окружном отделении Лейбористской партии.
В 1988 году выиграл стипендию на годичное обучение в Университете Пенсильвании. Во время пребывания в США участвовал в президентской избирательной кампании Майкла Дукакиса (Michael Dukakis), а также работал в аппарате одного из сенаторов-демократов. Завершил учебу с отличием, получил степень магистра и с 1990 по 1991 год работал советником и спичрайтером члена парламента Великобритании Гордона Брауна.
Затем вернулся в Шотландию, где проходил юридическую подготовку. В 1993 году окончил дистанционный курс права в Эдинбургском университете, где получил степень бакалавра права. В 1994 был аттестован на адвокатскую должность. С 1994 по 1996 год был адвокатом в фирме Brodies W S, а с 1996 по 1997 год — в Digby Brown. В 1995 году баллотировался на дополнительных выборах в парламент от округа Перт и Кинросс, но потерпел поражение.
В 1997 году был избран в парламент от округа Южный Пэйсли в Шотландии. С 1999 года Александер был председателем группы предвыборного планирования лейбористов. За успехи в проведении избирательной кампании 2001 года получил пост в правительстве. В июне 2001 года был назначен заместителем министра торговли и промышленности, отвечал за коммерцию в Интернете.
В мае 2002 года Александер был назначен младшим министром в секретариате кабинета, ответственным за работу Стратегического управления, Центрального управления информации и Управления гражданских служащих. В июне 2003 года был назначен главой секретариата кабинета министров (канцлером герцогства Ланкастерского). 9 сентября 2004 года был назначен младшим министром по торговле, инвестициям, и международным отношениям. В мае 2005 года был назначен заместителем министра иностранных дел по делам Европы.
5 мая 2006 года занял посты министра транспорта и министра по делам Шотландии. В августе 2006 года публично подтвердил информацию о раскрытии в Великобритании террористического заговора и объявил об отмене авиарейсов в связи с угрозой терактов.
27 июня 2007 года Гордон Браун сменил Тони Блэра во главе британского правительства и назначил Александера на пост министра международного развития.
В 2012 году Александер оказался в центре скандала, объявив в интервью «Evening Standard», что его однопартиец Кен Ливингстон «заслуженно» проиграл выборы мэра Лондона. В ответ Ливингстон отметил, что теневой министр иностранных дел представляет «провалившийся проект „новых лейбористов“, стоивший потери миллионов голосов».
В 2015 году он сенсационно проиграл выборы 20-летней студентке Мхэри Блэк, баллотировавшейся от Шотландской национальной партии, и не смог попасть в парламент.
Дуглас Александер женат, у него есть сын и дочь.